# Tipacoque
Tipacoque là một khu tự quản thuộc tỉnh Boyacá, Colombia. Thủ phủ của khu tự quản Tipacoque đóng tại Tipacoque Khu tự quản Tipacoque có diện tích ki lô mét vuông. Đến thời điểm ngày 28 tháng 5 năm 2005, khu tự quản Tipacoque có dân số 4350 người.